# Hans Just (virksomhed)
Hans Just A/S er et dansk vingrossistfirma grundlagt af etatsråd Hans Just 18. juni 1867. Firmaet ligger i Århusgade på Østerbro i København.
I 1950 var firmaets indehavere: Hans Henning Just (f. 1905) og Peter Christian Karberg (f. 1909).